# SUGA: Road to D-DAY
SUGA: Road to D-DAY  é um documentário de 2023 dirigido por Park Jun-Soo que segue a estrela do boygroup sul-coreano BTS, SUGA, enquanto ele viaja pelo mundo em busca de inspiração musical para o seu próximo álbum, D-DAY. Tem uma duração de 80 minutos
Foi lançado no dia 21 de abril de 2023 na Disney+ como uma obra original da plataforma. A sua estreia ocorreu no mesmo dia do lançamento do primeiro álbum de estúdio de SUGA como artista solo, D-DAY.

## Enredo
Min Yoongi, que tinha muitas preocupações e sonhos, fez o seu nome como artista reconhecido mundialmente, SUGA dos BTS, aos vinte e oito anos. Depois de deixar um legado único devido ao seu talento natural, trabalho duro e sucesso brilhante, ele trabalha num álbum solo como Agust D, embarcando numa jornada para descobrir novas histórias. De Las Vegas a Malibu, São Francisco, Tóquio, Chuncheon, Pyeongchang e Seul, SUGA faz-se à estrada para encontrar o seu sonho mais uma vez.

## Desenvolvimento
Juntamente com D-DAY, Suga lançará Road to D-DAY, um documentário que acompanha o ídolo de K-pop durante o processo de criação e gravação do set de estúdio. O especial está programado para estrear no Disney+, que também apresenta J-Hope IN THE BOX do J-Hope e Permission to Dance On Stage - LA, especial dos BTS, no mesmo dia da chegada do álbum. - Billboard, revista de entretenimento e música americana
SUGA: Road to D-DAY mostra a história de um jovem artista que está a tentar encontrar um propósito. O documentário começa com SUGA a perguntar-se que história ele quer contar a seguir, por que razão ainda continua a fazer música e quais são os seus sonhos. Em Road to D-DAY, vemos SUGA a participar em sessões de composição com vários músicos, incluindo Anderson .Paak e o falecido Ryuichi Sakamoto. Mergulhamos no seu estúdio para reflexões às duas da manhã e seguimos SUGA enquanto ele expõe os seus pensamentos, opiniões e sentimentos sobre a música e o seu lugar dentro de tudo isso, após uma década de escalada para o sucesso.
Neste documentário, são também gravadas atuações ao vivo exclusivas de músicas do álbum D-DAY.

## Produção
O documentário foi dirigido por Park Jun-Soo, também conhecido por outros trabalhos como j-hope IN THE BOX, Burn the Stage: the Movie, Bring the Soul: The Movie, Break the Silence: The Movie, entre outros, e produzido pela HYBE Media Studio através de Jiwon Yoon.

## Marketing
No dia 30 de março de 2023, a estreia de SUGA: Road to D-DAY foi anunciada nos canais de YouTube oficiais do grupo BTS e da Disney+ através de um teaser curto, juntamente com publicações nas suas redes sociais oficiais. O primeiro trailer oficial do documentário foi lançado no dia 6 de abril  de 2023 no canal de YouTube da plataforma digital e também na sua conta do Twitter. Mais tarde, no dia da estreia do filme, dia 21 de abril de 2023, foi disponibilizado nas contas oficiais de BTS e da Disney+ do YouTube, Twitter e Instagram um segundo trailer, anunciando o lançamento mundial de SUGA: Road to D-DAY na plataforma exclusiva.

## Elenco[20][21][22]
- Min Yoongi, mais conhecido como SUGA.
- Ashley Nicolette Frangipane, mais conhecida como Halsey.
- Steve Hiroyuki Aoki, mais conhecido como Steve Aoki.
- Brandon Paak Anderson, mais conhecido como Anderson .Paak.
- Lee Ji-eun, mais conhecida como IU.
- Ryuichi Sakamoto
- Kim Woo-sung, mais conhecido como Woosung

## Receção
No site de avaliações Rotten Tomatoes, o documentário tem uma classificação de aprovação de 80% com base em 5 avaliações, e uma classificação média de 4.7/5 estrelas, baseada em mais de 50 avaliações.

## Reconhecimento
Dois dias depois da estreia do documentário na plataforma, SUGA: Road to D-DAY subiu nos gráficos mundiais da Disney+. O documentário chegou ao 10º lugar dos melhores filmes da Disney+ do dia 23 de abril de 2023. Com base nos dados recolhidos neste mesmo dia, SUGA: Road to D-DAY chegou a ocupar o 1º lugar no Japão, Singapura e Taiwan, 2º lugar na Coreia do Sul, 7º lugar em Hong Kong e 9º lugar em 9 outros países.
Cerca de dois meses depois da estreia do filme na plataforma Disney+, foi anunciado o lançamento do documentário nos cinemas ao redor do mundo durante um tempo limitado. No dia 17 de junho de 2023, o filme estreou nos cinemas como celebração do 10º aniversário de debut do grupo BTS, juntamente com o documentário j-hope IN THE BOX, de J-Hope, outro dos sete membros do grupo sul-coreano.